# General Salipada K. Pendatun
General Salipada K. Pendatun è una municipalità di quarta classe delle Filippine, situata nella Provincia di Maguindanao, nella Regione Autonoma nel Mindanao Musulmano.
General S. K. Pendatun è formata da 19 baranggay:
- Badak
- Bulod
- Kaladturan
- Kulasi
- Lao-lao
- Lasangan
- Lower Idtig
- Lumabao
- Makainis
- Midconding
- Midpandacan
- Panosolen
- Pidtiguian
- Quipolot
- Ramcor
- Sadangin
- Sumakubay
- Tonggol
- Upper Lasangan